# August Bitterling
August Bitterling (* 17. September 1878 in Mainz; † 27. Mai 1948 ebenda) war ein deutscher Politiker (LV, FDP).
Nachdem das Mandat von Karl Lahr aufgrund einer Beanstandung der Militärregierung für ruhend erklärt worden war, rückte August Bitterling in die Beratende Landesversammlung des Landes Rheinland-Pfalz nach.